# Kruiscurve

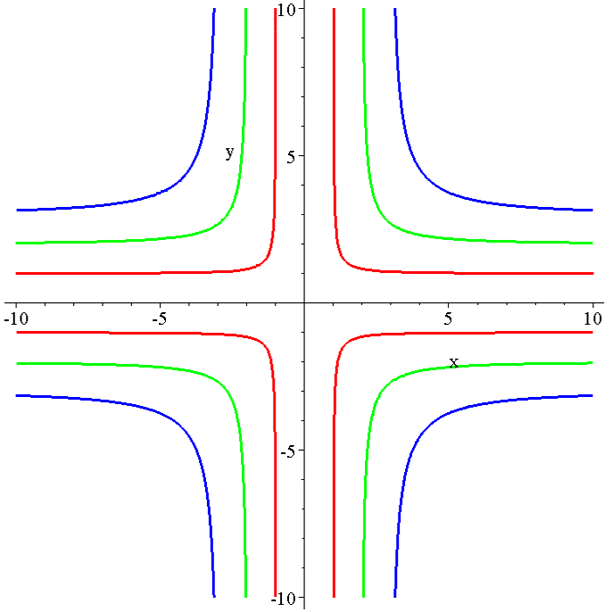
Kruiscurve met parameters (b,a) waarbij (1,1) in het rood; (2,2) in het groen; (3,3) in het blauw.

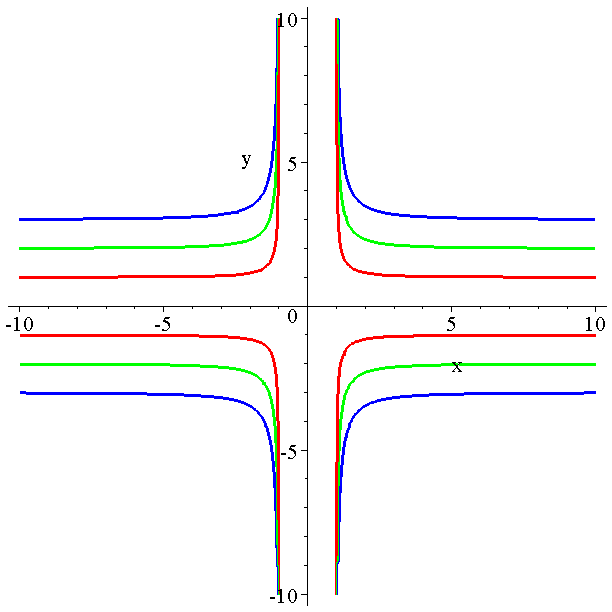
Kruiscurve met parameters (b,a) waarbij (1,1) in het rood; (2,1) in het groen; (3,1) in het blauw.

De kruiscurve is een wiskundige kromme met de volgende vergelijking in Cartesiaanse coördinaten:
{\displaystyle x^{2}y^{2}=a^{2}x^{2}+b^{2}y^{2}\,}.
Ze is zo genoemd omdat ze de vorm heeft van een kruis.